# Arida (stad)
Arida (Japans: 有田市, Arida-shi) is een stad in de prefectuur Wakayama in Japan.
Op 1 maart 2008 had de stad een geschatte bevolking van 31.109 inwoners en een bevolkingsdichtheid van 843 inwoners per km². De totale oppervlakte van deze stad is 36,92 km².
De stad werd opgericht op 1 mei 1956 toen de vier gemeenten Minoshima, Miyazaki, Yasuda en Miahara samen één stad vormden.
De belangrijke industrieën zijn olieraffinaderijen en visserijen. Arida is samen met de gebieden erond ook de belangrijkste producent van "mikan" of mandarijnen in de prefectuur Wakayama.

## Verkeer
- Wegen :

Arida ligt aan de  volgende  autowegen:
- - Autoweg 42
  - Autoweg 480.
- Trein: 
  - JR West:  Kisei-lijn
    - Station Kiimiyahara
    - Station Minoshima
    - Station Hatsushima